# Shanghai Shenhua Football Club
Maillots
Actualités
Le Shanghai Shenhua Football Club (en chinois : 上海申花足球俱乐部), plus couramment abrégé en Shanghai Shenhua, est un club chinois de football fondé en 1993, et basé dans la ville de Shanghai.
Le club participe à la Chinese Super League. L'ensemble de ses matchs à domicile ont lieu au stade de Hongkou, qui compte 33 060 places. Le club appartient depuis le 31 janvier 2014 au groupe immobilier chinois Greenland.  
Au départ, « Shenhua » était le nom du premier sponsor du club. Toujours utilisé aujourd'hui, Shenhua signifie « la fleur de Shanghai » (« Shen » est synonyme de Shanghai et « Hua » signifie fleur en chinois). 
Depuis sa professionnalisation en 1994, le Shanghai Shenhua a gagné un titre de champion de Chine, quatre Coupes de Chine ainsi que quatre Supercoupes de Chine.

## Histoire

### Antériorité (1951-1993)
Le prédécesseur du Shanghai Shenhua s'appelait à l'origine East China FC, un nom d'équipe utilisé dès 1910 pour le football lors des Jeux nationaux de Chine. L'organisme sportif du gouvernement local de Shanghai a décidé d'utiliser ce nom pour son nouveau club fondé le1er novembre 1951 pour participer au premier tournoi de ligue nationale de football entièrement nationalisé de Chine où il a terminé deuxième cette année-là. La ligue de football s'est progressivement développée et l'équipe a été autorisée à se nommer d'après sa propre province de Shanghai en 1957. Peu de temps après, en 1961, Shanghai a commencé à s'établir comme une grande équipe nationale lorsqu'elle a remporté son premier championnat. Cela a été rapidement suivi de leur deuxième titre de champion en 1962. Malheureusement, en 1966, à cause de la révolution culturelle chinoise, le football en Chine est arrêté. Lorsque le football est revenu en Chine, Shanghai a pu revenir au niveau supérieur, mais n'a pas pu regagner la domination qu'il avait précédemment montrée et a même été relégué en 1980. Bien qu'il ait pu être rapidement promu la saison suivante, le club a passé de nombreuses années sans gagner aucun titre jusqu'à ce que Wang Houjun ne le conduise à remporter la Coupe nationale en 1991, qui était le premier trophée du club en 29 ans.

### Professionnalisation (1994-1996)
L'équipe devient professionnelle le 10 décembre 1993 sous le nom de Shanghai Shenhua et était alors l'un des premiers clubs de football professionnels en Chine. Son appellation « Shenhua » vient du fait que le premier et principal investisseur du club était une entreprise locale du même nom. Pour l'époque, c'était une révolution de rompre avec les fonds du gouvernements pour aller du côté du professionnalisme et de fonds privés. Xu Genbao, le premier gestionnaire du club, voulait développer une équipe capable de dominer le championnat. En 1995, le club remporte son premier succès, après une série de 10 victoires consécutives Shanghai est sacré champion de Chine, son premier titre professionnel.

### Internationalisation (1997-2007)
En 1997, le club subit un tournant décisif en tentant d'apporter un plus à l'équipe avec l'expérience de plusieurs entraîneurs étrangers. Le but étant d'améliorer les notions tactiques et le fond de jeu, notions qui manquent encore en Chine. Dès lors des entraîneurs tels que Sebastião Lazaroni, Ilija Petkovic (qui avait précédemment été les entraîneurs d'équipes en Coupe du monde), et Ljupko Petrović (qui a remporté la Ligue des champions avec Étoile rouge de Belgrade) ont entraîné Shanghai, mais cela n'a pas permis au club de bouleverser la main mise du Dalian Shide sur le championnat. Finalement, le club finira quatre fois vice-champion de Chine sur cette période. Le seul trophée gagné sera une Coupe de Chine en 1998.

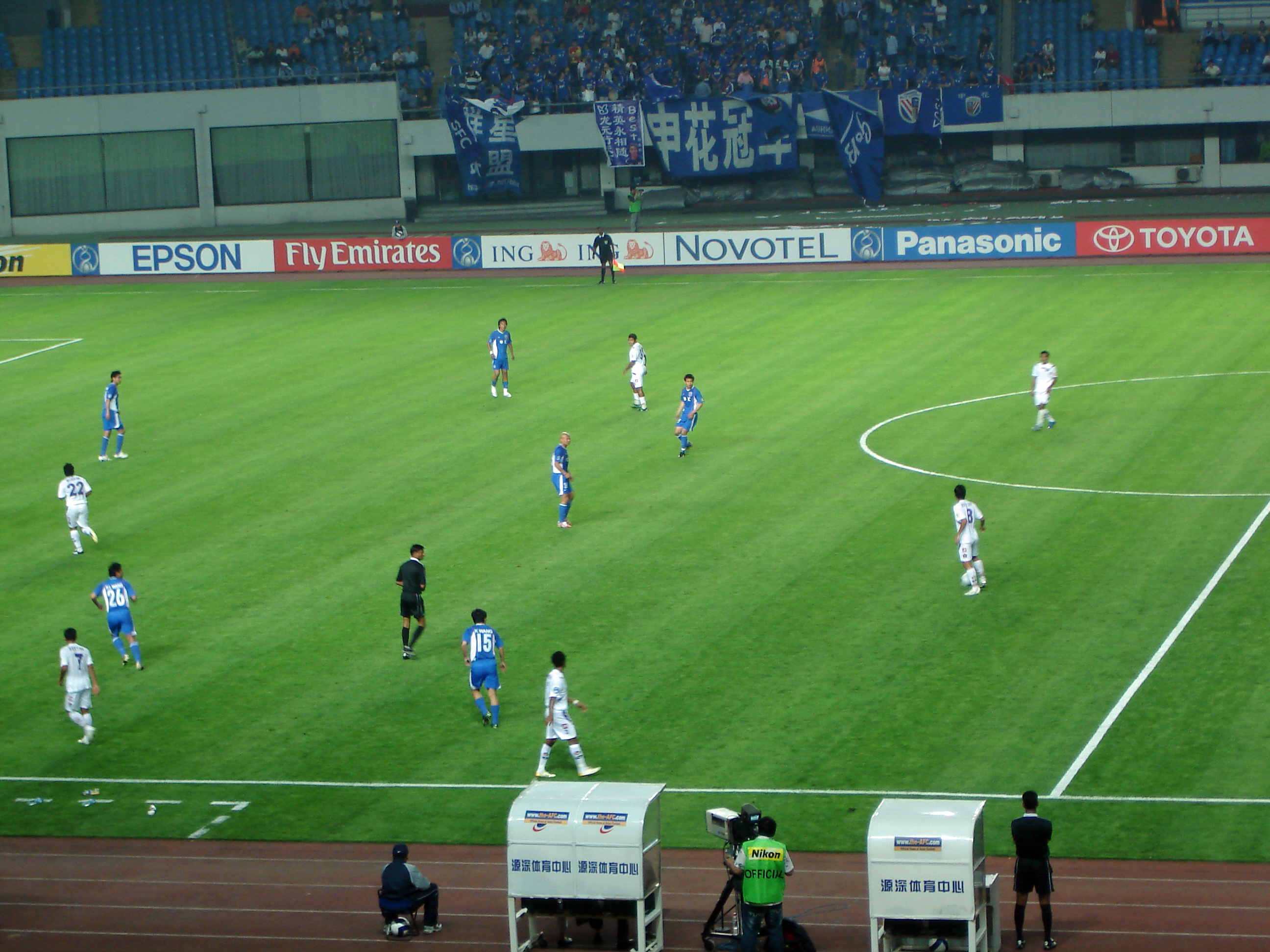
Un match contre Persik Kediri durant la Ligue des champions de l'AFC en 2007

L'année 2002 marque la fin du partenariat historique avec le groupe « Shenhua » qui décide de ne plus investir dans le club. De nouveaux investisseurs se mobilisent comme la société SVA et le Shanghai & Entertainment Group ainsi que d'autres grandes entreprises d'État. De plus, une des figures du club, Xu Genbao, est ré-embauché comme entraîneur de l'équipe. Cette période marque les fans avec l'émergence de jeunes joueurs tels que Du Wei, Yu Tao, Sun Xiang, tous issus de l'équipe de jeunes du Shanghai Cable 02.
En 2003, Shanghai Shenhua arrache d'un seul point à son voisin l'Inter Shanghai le dernier championnat de « Jia-A League » (Il sera réformé l'année suivante pour laisser place au format actuel de Chinese Super League ). Les années suivantes marquent un déclin du club qui n'arrive plus à s'imposer dans ce nouveau championnat, finissant 10e en 2004 puis deux fois second (en 2005 et 2006). Sur cette période le seul trophée sera une Supercoupe de Chine en 2002. En 2007, Zhu Jun, le propriétaire des rivaux du Shanghai-United FC devient actionnaire majoritaire du Shanghai Shenhua et fusionne les deux entités. Le club est alors rebaptisé « Shanghai Shenhua Liansheng Football Club ». Le club remportera son premier trophée en remportant la coupe des champions de l'Asie de l'Est. 

### Achats de stars étrangères et résultats en dents de scie (2008-2012)
Au cours de la saison 2008, Jia Xiuquan remplace Wu Jingui en tant qu'entraîneur. L'équipe renoue avec le beau jeu malgré une défaite lors de la première journée face au Cable O2. Plusieurs victoires suivront, plaçant idéalement le club pour sous 3e titre de champion. Malheureusement le dernier match se soldera par une défaite, après avoir mené deux fois. En quinze années de championnat, Shenhua termine pour la 8e fois second, à quelques points du titre. 
En janvier 2009, le Shanghai Shenhua rentre dans l'histoire du football chinois en devenant la première équipe a embaucher un directeur technique étranger. En ce 1er janvier 2009, c'est l'uruguayen Osvaldo Gimenez qui prend la direction du club, suivi un jour plus tard, par l'ancien directeur technique du PSV Eindhoven : Stan Valckx. Jia Xiuquan continue d'être l'entraîneur de l'équipe première. Du côté des transferts, les venues de Vyacheslav Hleb et Mark Milligan viennent renforcer l'effectif. Cependant, l'équipe n'arrive pas à rester dans le haut du tableau et enchaîne les contre-performances durant toute la saison. Une victoire 2-1 sur Changsha Ginde lors de la dernière journée ne permettra pas aux hommes de Xiuquan de passer devant le Shandong Luneng. Finissant 5e, Shanghai fait une croix sur la qualification pour la Ligue des clubs champions asiatiques.
Pour la saison 2010, Shanghai a engagé le célèbre entraîneur Miroslav Blazevic, qui a mené l'équipe nationale croate en quarts de finale de l'Euro 1996 et avec qui il a remporté la troisième place à la Coupe du monde 1998. Dans le même temps, Shenhua s'appuie sur l'émergence de jeunes joueurs chinois comme Wu Xi, Feng Renliang et Song Boxuan afin de rajeunir l'effectif. Avec l'excellent leadership de Blažević, le Shenhua effectue une de ses premières très bonnes saisons depuis longtemps 1er à la mi-saison, le club terminera à la 3e place (qualificative pour la Ligue des champions 2011). Côté individuel, l'attaquant colombien Duvier Riascos remporte le prix du Meilleur Joueur et Meilleur Buteur du championnat (20 réalisations).
La saison 2011 commence par un changement d'entraîneur avec l'arrivée de Xi Zhikang. Le club continue de mettre l'accent sur sa formation et l'émergence de jeunes joueurs chinois. Le début de saison est encourageant, Shanghai reste dans les trois premières places grâce aux performances de ses jeunes joueurs et des buts de ses deux attaquants étrangers. Malheureusement, Song Boxuan et Qiu Tianyi se blessent gravement et l'équipe perd de son élan. À mi-chemin de la saison, le club décide de se séparer de son entraîneur et c'est l'entraîneur adjoint qui prend sa place sur le banc. L'équipe termine la saison en roue libre à la 11e place du championnat 2011.
Après une saison 2011 décevante, Zhu Jun décide de changer la politique du club en investissant massivement dans l'achat de joueurs et d’entraîneurs reconnus sur la scène internationale. C'est ainsi que le 12 décembre 2011, le Chelsea Football Club officialise la venue de Nicolas Anelka. Six jours plus tard, ce sera au tour de l’entraîneur Jean Tigana de se lancer dans l'aventure.
Début avril 2012, déçu par les mauvais résultats du club et sa 11e place sur 16 en Super League chinoise après cinq journées, Zhu Jun décide de limoger trois membres du staff tout en annonçant, par le biais d'un communiqué publié sur le site officiel du club, la nomination de Nicolas Anelka en tant qu'entraîneur-adjoint. Le 20 juin 2012, ils annoncent la signature de la superstar ivoirienne Didier Drogba pour une durée de 30 mois au salaire moyen de 248 000 € par semaine. Continuant sa politique de recrutement à l'international pour renforcer le club, Zhu Jun acquiert l'international colombien Giovanni Moreno ; cet attaquant en provenance du club argentin du Racing Club fut transféré pour 7,15 millions d'euros. Le club finira finalement à une bien triste 9ème place.

### Nombreuses irrégularités et rachat par la Greenland Holding (2013- )
En février 2013, la Fédération chinoise de football décide de retirer au club son titre de champion 2003 et de lui infliger une amende de 160 000 dollars, ainsi qu'un handicap de points pour les saisons 2013 et 2014, après le scandale des matchs truqués du football chinois.
En 2013 et 2014, le club n'a obtenu aucun résultat en championnat en étant cantonné entre les 8ème et 9ème places et n'a pas obtenu de résultat en coupe, celle-ci n'ayant pas eu lieu en 2013 et en 2014. En 2014, justement, la Greenland Holding rachète à Zhou Jun le club. Celui-ci est rebaptisé Shanghai Greenland Shenhua. 
Le club finit, en 2015, finaliste de la coupe nationale et 6ème du championnat. Il a notamment acheté l'australien Tim Cahill en début de saison ainsi que le sénégalais Demba Ba pour 13 millions d'euros, en cours de saison. Le club, qui veut absolument revenir sur le devant du football chinois, jusque-là occupé par le Guangzhou Evergrande, recrute, durant l'intersaison 2015-2016, quelques bons joueurs dont le colombien Fredy Guarin pour 13 millions d'euros ainsi que le nigérian Obafemi Martins pour 2,5 millions d'euros. Le club réussit ainsi à se hisser à la 4ème place du championnat en 2016, mais ce n'est pas suffisant quant à la popularité du club en Chine. Le club tient ainsi à remporter un trophée durant la saison 2017. C'est ainsi qu'il recrute le paraguayen Oscar Romero pour 8 millions d'euros ainsi que la star argentine Carlos Tévez pour 10 millions d'euros. Tévez sera, à ce moment-là, le plus gros salaire du football mondial avec un salaire de plus de 30 millions d'euros par an. Le club ne finira qu'à la 11ème place du championnat mais remportera tout de même la coupe nationale. 
En 2018, le club ne signera pas de gros coup sur le marché des transferts et connaîtra une saison terne sur tous les points. Pour commencer la saison, le club perd 4-1 en supercoupe face à Guangzhou. Ensuite, le club finira à la 7ème place du classement, avec une moyenne d'1 match remporté sur 3 pendant la saison. Le club sera par ailleurs éliminé dès le premier tour de la coupe face au club de Nanton Zhiyun, club créé 2 ans auparavant et évoluant en troisième division nationale. Le club peut aussi enrager de voir ces deux pires ennemis « régner » sur le football chinois : le Beijing Guoan va en effet remporter la coupe nationale tandis que le Shanghai SIPG va remporter le championnat (voir, plus bas, article sur les rivalités du club). Pour finir, le club a terminé sa campagne de Ligue des champions de l'AFC avec 0 victoire.
C'est ainsi que le club voudra se relancer durant la saison 2019. Le club va alors recruter le buteur nigérian Odion Ighalo, qui a déjà fait ses preuves avec le Changchun Yatai (2ème meilleur buteur de l'équipe pendant la saison 2018) puis recrutera en cours de saison l'italien Stephan El-Shaarawy pour 15 millions d'euros. Le club remportera ainsi la coupe nationale mais finira cette fois-ci à la 13ème place du championnat, soit sa pire performance depuis la création de la Super League en 2004. 
Le club a ainsi connu une décennie 2010 rempli d'irrégularités avec de nombreux échecs en championnat (la meilleure place du club a été la 4ème place en 2016) mais quelques réussites en coupe. Cette décennie est cependant marquée par l'émergence de l'autre club de Shanghai, le SIPG FC, qui a lui réalisé de bonnes performances (1 fois champion national en 2018, 2 fois vice-champion et une fois demi-finaliste de la Ligue des champions de l'AFC en 2017).
Le début de saison 2020 sera, lui, retardé à cause de la pandémie de coronavirus.

## Rivalités
Le club connaît une grande rivalité avec 2 clubs en particulier :
- le Shanghai SIPG, autre grand club de la ville de Shanghai qui, ces dernières années, rayonne plus que son concurrent du Shenhua. Les 2 clubs se disputent aussi à cause du fait qu'ils aient tous deux été créés par le même homme : l'entraîneur chinois Xu Genbao.
- le Beijing Guoan, club phare de la ville de Pékin, autre grande ville de Chine. Le Shanghai Shenhua étant le club historique de Shanghai et le Beijing Guoan le club historique de Pékin, un duel entre le Guoan et le Shenhua symboliserait un duel entre Pékin et Shanghai. C'est donc ainsi un duel politique entre les 2 plus grandes villes chinoises.

## Bilan sportif

### Statistiques

#### Statistiques enChinese Super League
mise à jour : 17 mai 2020
| Saison | CSL | Points | Journée | Vic. | Nuls | Déf. | B.P. | B.C. | Diff. |
| ------ | --- | ------ | ------- | ---- | ---- | ---- | ---- | ---- | ----- |
| 2019   | 13e | 30 pts | 30      | 8    | 6    | 16   | 43   | 57   | -14   |
| 2018   | 7e  | 38 pts | 30      | 10   | 8    | 12   | 44   | 53   | -9    |
| 2017   | 11e | 35 pts | 30      | 9    | 8    | 13   | 52   | 55   | -3    |
| 2016   | 4e  | 48 pts | 30      | 12   | 12   | 6    | 46   | 31   | +15   |
| 2015   | 6e  | 42 pts | 30      | 12   | 6    | 12   | 42   | 44   | -2    |
| 2014   | 9e  | 35 pts | 30      | 8    | 11   | 11   | 33   | 45   | -12   |
| 2013   | 8e  | 38 pts | 30      | 11   | 11   | 8    | 36   | 36   | 0     |
| 2012   | 9e  | 38 pts | 30      | 8    | 14   | 8    | 39   | 34   | +5    |
| 2011   | 11e | 37 pts | 30      | 11   | 4    | 15   | 31   | 41   | -10   |
| 2010   | 5e  | 46 pts | 30      | 13   | 7    | 10   | 45   | 43   | +2    |
| 2009   | 5e  | 45 pts | 30      | 12   | 9    | 9    | 39   | 29   | +10   |
| 2008   | 2e  | 61 pts | 30      | 17   | 10   | 3    | 58   | 29   | +29   |
| 2007   | 4e  | 46 pts | 28      | 12   | 10   | 6    | 35   | 29   | +6    |
| 2006   | 2e  | 52 pts | 28      | 14   | 10   | 4    | 37   | 19   | +18   |
| 2005   | 2e  | 53 pts | 26      | 15   | 8    | 3    | 41   | 23   | +18   |
| 2004   | 10e | 22 pts | 22      | 4    | 10   | 8    | 28   | 37   | -9    |

Source : www.footballdatabase.eu 

#### Statistiques en Ligue des champions de l'AFC
| Saison | Ligue des champions | Matches | Vic. | Nuls | Déf. | B.P. | B.C. | Diff. |
| ------ | ------------------- | ------- | ---- | ---- | ---- | ---- | ---- | ----- |
| 2018   | 1ère phase          | 6       | 0    | 5    | 1    | 5    | 7    | -é    |
| 2011   | 1ère phase          | 6       | 0    | 2    | 4    | 3    | 13   | -10   |
| 2009   | 1ère phase          | 6       | 2    | 2    | 2    | 9    | 8    | +1    |
| 2007   | 1ère phase          | 6       | 1    | 2    | 3    | 7    | 4    | +3    |

Source : www.footballdatabase.eu 

### Palmarès du club
| Compétitions nationales | Compétitions internationales                            |
| --- | ------------------------------------------------------- |
| - Championnat de Chine : - Vice-champion : 1996, 1997, 1998, 2000, 2001, 2005, 2006 et 2008. - Coupe de Chine (4) : - Vainqueur : 1998, 2017, 2019 et 2023. - Finaliste : 1997. - Supercoupe de Chine (4) : - Vainqueur : 1996, 1999, 2003 et 2024. - Finaliste : 2004. | - Coupe des champions de l'A3 (1) : - Vainqueur : 2007. |

### Records (depuis 1994)
- Plus large victoire à domicile : 7–1 contre Bayi Football Team (18 aout 2002)
- Plus large victoire à l'extérieur : 6–2 contre Shenyang Ginde (10 juin 2001)
- Plus large défaite à domicile : 1–6 contre Guangzhou Evergrande (14 aout 1994)
- Plus large défaite à l'extérieur : 1–9 contre Beijing Guoan (20 juillet 1997)

## Personnalités du club

### Présidents
- Wu Xiaohui

### Entraîneurs
| - Xu Genbao (10 décembre 1993 - 31 décembre 1996) - Yordan Stoikov (1997) - Andrzej Strejlau (1er juillet 1997 - 30 juin 1998) - Muricy Ramalho (1998) - Sebastião Lazaroni (1999) - Ljupko Petrović (2000) - Ilija Petković (2001) - Xu Genbao (1er décembre 2001 - 23 juillet 2002) - Wu Jingui (22 juillet 2002 - 31 décembre 2002) - Wu Jingui (1er janvier 2003 - 31 décembre 2003) - Mao Yijun (1er janvier 2004 - 1er mars 2004) - Howard Wilkinson (1er mars 2004 - 30 mai 2004) - Jia Xiuquan (2004) | - Valeri Nepomniachi (2004 - 05) - Wu Jingui (1er janvier 2006 - 31 décembre 2006) - Osvaldo Giménez (2007) - Wu Jingui (1er septembre 2007 - 31 décembre 2007) - Wu Jingui (1er janvier 2008 - 3 septembre 2008) - Jia Xiuquan (1er septembre 2008 - 1er décembre 2009) - Miroslav Blažević (19 décembre 2009 - 9 août 2011) - Xi Zhikang (1er janvier 2011 - 31 décembre 2011) - Dražen Besek (10 août 2011 - 31 décembre 2011) - Jean Tigana (1er janvier 2012 - 26 avril 2012) - Florent Ibenge (26 avril 2012 - 29 mai 2012) - Sergio Batista (30 mai 2012 - 4 juillet 2013) | - Nicolas Anelka (avril 2012) - Shen Xiangfu (5 juillet 2013 - 29 mars 2014) - Sergio Batista (29 mars 2014 - 30 novembre 2014) - Francis Gillot (4 décembre 2014 - 29 novembre 2015) - Gregorio Manzano (18 décembre 2015 - 9 novembre 2016) - Gus Poyet (29 novembre 2016 - 11 septembre 2017) - Wu Jingui (11 septembre 2017 - 24 décembre 2018) - Quique Sánchez Flores (25 décembre 2018 - 3 juillet 2019) - Choi Kang-hee (5 juillet 2019 - ) |

### Joueurs

#### Joueurs emblématiques
- Du Wei
- Fan Zhiyi
- Gao Lin
- Li Weifeng
- Ou Chuliang
- Qu Shengqing
- Sun Xiang
- Wang Houjun
- Wu Chengying
- Zhang Yuning
- Jörg Albertz
- Carsten Jancker
- Carlos Tévez
- Tim Cahill
- Júnior Baiano
- David Embé
- Stéphane Mbia
- Fredy Guarín
- Giovanni Moreno
- Duvier Riascos
- Hamilton Ricard
- Erick Scott
- Didier Drogba
- Ibrahim Amadou
- Nicolas Anelka
- Laurent Leroy
- Emil Martinez
- Saúl Martínez
- Stephan El Shaarawy
- Mohamed Sissoko
- Odion Ighalo
- Obafemi Martins
- Demba Ba
- Dejan Petković
- Diego Alonso
- Sergio Blanco
- Fernando Correa
- Rubén Sosa
- Stoppila Sunzu

#### Meilleurs buteurs
| Joueur          | Nombre de buts (toutes compétitions confondues) |
| --------------- | ----------------------------------------------- |
| Giovanni Moreno | 76                                              |
| Xie Hui         | 64                                              |
| Fan Zhiyi       | 51                                              |
| Saul Martinez   | 50                                              |
| Demba Ba        | 34                                              |

## Structures et identité du club

### Dénomination
- 1951-1953: Huadong Football Club (chinois : 华东足球俱乐部)
- 1953-1993: Shanghai Shi Football Team (chinois : 上海市足球队)
- 1993-2001: Shanghai Shenhua Football Club (chinois : 上海申花足球俱乐部)
- 2001: Shanghai Shenhua Tuo Pu Football Club (chinois : 上海申花托普足球俱乐部)
- 2001-2007: Shanghai Shenhua SVA Wen Guang Football Club (chinois : 上海申花SVA文广足球俱乐部)
- 2007-2013: Shanghai Shenhua Liancheng Football Club (chinois : 上海申花联盛足球俱乐部)
- 2014: Shanghai Lüdi Football Club (chinois : 上海绿地足球俱乐部)
- 2014-2020: Shanghai Lüdi Shenhua Football Club (chinois : 上海绿地申花足球俱乐部)
- 2021-: Shanghai Shenhua Football Club (chinois : 上海申花足球俱乐部)

### Stade de Hongkou
Le stade de Hongkou, qui compte 33 060 places, se trouve à 40 km de l'aéroport international de Pudong. Le Shanghai Shenhua y réside depuis les travaux de 1999. Il fut retenu comme stade d'accueil à l'occasion de la Coupe du monde féminine en 2007 ; huit matchs y furent disputés, dont la finale.
Historique des stades du club :
- 1957-1992 : Jiangwan Stadium
- 1993 : Dongguan Stadium
- 1994-1997 : Stade de Hongkou
- 1998 : Stade de Shanghai
- 1999-2006 : Stade de Hongkou

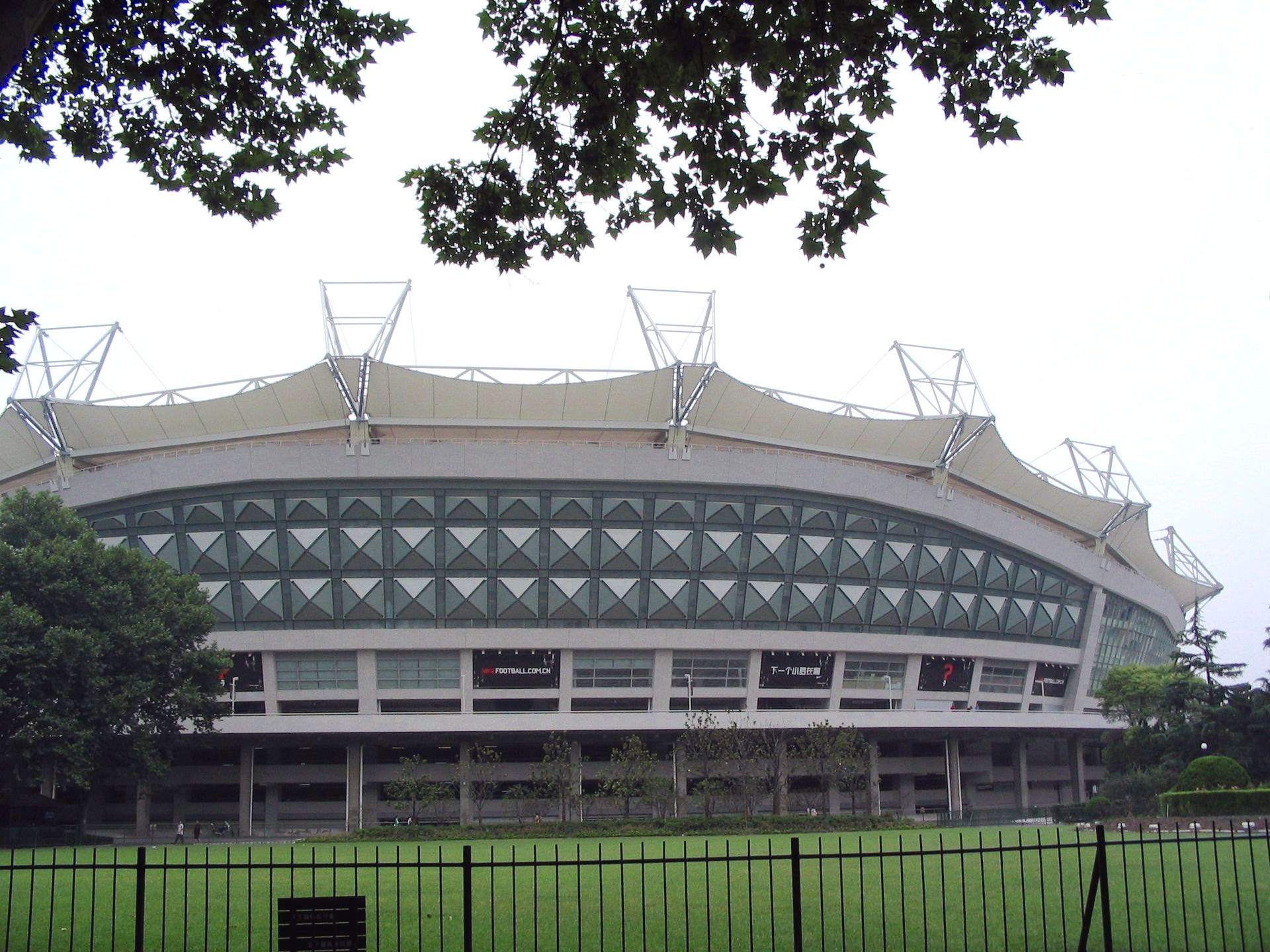
Stade de Hongkou

- 2007 : Yuanshen Sports Centre Stadium
- 2008- : Stade de Hongkou

### Emblème

2009–2013
Depuis 2014